# Gouvernement d'unité nationale (Birmanie)
Comité Représentant Pyidaungsu Hluttaw 
Le gouvernement d'unité nationale (en birman : အမျိုးသားညီညွတ်ရေး အစိုးရ ; abrégé en NUG) est un gouvernement de la Birmanie en exil formé par le Comité Représentant Pyidaungsu Hluttaw (CRPH), un groupe d'élus et de parlementaires évincés lors du Coup d'État en 2021. Le Parlement européen reconnaît le NUG comme gouvernement légitime de la Birmanie. Il comprend des représentants de la Ligue nationale pour la démocratie (le parti au pouvoir déchu de l'ancienne conseillère d'État (en) Aung San Suu Kyi), des groupes insurgés de minorités ethniques et divers partis mineurs.
Le Conseil administratif d'État, la junte militaire au pouvoir dans le pays, déclare le NUG illégal[Quand ?] et le considère comme une organisation terroriste, tandis que le NUG désigne le Tatmadaw et ses organisations affiliées comme organisations terroristes en vertu de l'article 3 de la loi antiterroriste de la Birmanie.
En mai 2021, le NUG annonce la formation d'une « force de défense populaire », et en septembre le lancement d'une « guerre défensive » et d'une révolution nationale contre la junte militaire,. Depuis septembre 2021, le NUG a établi des bureaux de représentation aux États-Unis, au Royaume-Uni, en Norvège, en France, en République tchèque, en Australie et en Corée du Sud. Le 1er février 2022, le ministère des Affaires étrangères du NUG nomme Saw Ba Hla Thein (en) comme premier représentant au Japon.